# Chlorophorus anticeconjunctus
Chlorophorus anticeconjunctus är en skalbaggsart som beskrevs av Maurice Pic 1943. Chlorophorus anticeconjunctus ingår i släktet Chlorophorus och familjen långhorningar. Inga underarter finns listade i Catalogue of Life.